# Bihu, Zhejiang
Bihu (kinesiska: 碧湖, 碧湖镇) är en köpinghuvudort i Kina. Den ligger i provinsen Zhejiang, i den östra delen av landet, omkring 220 kilometer söder om provinshuvudstaden Hangzhou. Antalet invånare är 40 187. Befolkningen består av 19 261 kvinnor och 20 926 män. Barn under 15 år utgör 13,0 %, vuxna 15-64 år 73 %, och äldre över 65 år 12,0 %.
Runt Bihu är det ganska tätbefolkat, med 78 invånare per kvadratkilometer. Närmaste större samhälle är Lishui, 17,9 km nordost om Bihu. I omgivningarna runt Bihu växer i huvudsak blandskog.
Genomsnittlig årsnederbörd är 2 268 millimeter. Den regnigaste månaden är juni, med i genomsnitt 433 mm nederbörd, och den torraste är januari, med 65 mm nederbörd.